# Museo arqueológico nacional Domenico Ridola
El Museo Arqueológico Nacional Domenico Ridola es un museo ubicado en Matera, Italia. Está ubicado en el antiguo Convento de Santa Clara y está dedicado a los restos arqueológicos hallados en excavaciones en la provincia de Matera y en Murgia, con hallazgos que van desde la prehistoria hasta el siglo III a. C.

## Descripción
El material conservado en el museo se divide principalmente en cinco salas diferentes. En primer lugar, está la sección prehistórica, donde se materiales que datan del Paleolítico, como flechas, jabalinas y hachas, encontrados en varios lugares de la Murgia Materana y en particular en la cueva de los murciélagos, posteriormente están los objetos procedentes de los pueblos atrincherados del Neolítico que se encontraron en las localidades de Tirlecchia, Murgia Timone, Murgecchia y Serra d'Alto. Este último lugar es conocido por la presencia del tipo de cerámica llamada Serra d'Alto, caracterizada por pintura marrón y patrones geométricos complejos. La presencia de estos pueblos que datan del período Neolítico atestigua la introducción de la agricultura y el asentamiento de la población, que en épocas anteriores era nómada, en asentamientos estables. Finalmente, hay hallazgos que se remontan a la Edad del Bronce, incluidas las tumbas de Murgia Timone.
También hay dos salas en las que se exponen los objetos procedentes de los centros situados en los valles de los dos ríos principales de la zona de Matera, el valle de Basento y el valle de Bradano, la primera pertenece a la documentación procedente de los centros antiguos correspondientes a las actuales Pisticci, Ferrandina, Pomarico, Garaguso y Calle di Tricarico; en particular, de este último yacimiento proceden materiales de una necrópolis romana, de Pisticci el ajuar funerario de los túmulos de la Edad del Hierro y los materiales de la necrópolis arcaica y del siglo V a. C., entre los que destacan los vasos de figuras rojas del pintor de Pisticci; los materiales de los entierros de un período de tiempo muy largo provienen de los otros centros.
En la sala del valle de Bradano, en cambio, hay testimonios relativos a los centros antiguos que corresponden a los actuales Montescaglioso, Miglionico e Irsina, el primer centro corresponde a diversos elementos funerarios que datan del siglo VII al IV a. C. Los materiales desde la época geométrica hasta el siglo III a. C. proceden de Miglionico. Finalmente, hay varios ejemplos de cerámica decorada.
En otra sala se exhiben los materiales provenientes de las excavaciones de Matera y sus alrededores; se trata principalmente de evidencia arqueológica de los períodos arcaico, lucano y romano posterior. En esta sección se encuentran objetos funerarios del período Arcaico, monedas, bronces itálicos, incluida la figura de Hércules con la maza y con el arco,  muebles de bronce de la época romana. La documentación más importante se refiere a Timmari, un pueblo a pocos kilómetros de Matera. Del estipe votivo y la necrópolis de Timmari, que data del siglo IV a. C. provienen muchas estatuillas votivas de terracota y objetos funerarios con armaduras de bronce y jarrones monumentales de figuras rojas.
Finalmente, en la sala Ridola hay una exposición de manuscritos, documentos y reliquias que atestiguan la actividad de Domenico Ridola, fundador del museo y estudioso local de historia y antigüedad, además de médico y senador. Tras su muerte en 1932, la investigación paleontológica en la zona de Matera fue cultivada por otras figuras, que han recogido su legado; entre ellos Eleonora Bracco, directora del Museo inmediatamente después del fundador y hasta 1961, y defensora de una reorganización y organización inicial del Museo.